# Alcinópolis
Alcinópolis, amtlich Município de Alcinópolis, ist eine Stadt im brasilianischen Bundesstaat Mato Grosso do Sul.
Sie lag bis 2017 in der Mesoregion Central-Nord in der Mikroregion Alto Taquari.

## Geografie

### Lage
Die Stadt liegt 379 km von der Hauptstadt des Bundesstaates (Campo Grande) und 828 km von der Landeshauptstadt (Brasília) entfernt.

### Gewässer
Die Stadt steht unter dem Einfluss des Rio Paraná, der zum Flusssystem des Río de la Plata gehört.

### Vegetation
Das Gebiet ist ein Teil der Cerrados (Savanne Zentralbrasiliens).

### Klima
In der Stadt herrscht subtropisches Klimas (CFA). Die durchschnittliche Temperatur des kältesten Monat liegt zwischen 14 °C und 15 °C.  Die Jahresniederschlagsmenge variiert von 1400 bis 1700 mm.

## Verkehr
Die Landesstraße MS-135 führt durch die Stadt.

## HDI
Der Index der menschlichen Entwicklung (HDI) lag 2010 bei 0,711.